# 나카무라 토모야 (배우)
나카무라 토모야(일본어: 中村 倫也, 1986년 12월 24일 ~ )는 일본의 배우로, 도쿄도 출신허, 탑코트를 소속했다. 아내는 미우라 아사미(水卜 麻美)이다.

## 출연

### 영화
- 대결! 애니메이션 (2022년) - 오지 치하루 역

### 극장판 애니메이션
- 극장판 SPY×FAMILY CODE: White (2023년) - 드미트리 역 (목소리)